# 寨岗区革命烈士纪念碑
寨岗区革命烈士纪念碑，位于中国广东省清远市连南县寨岗镇，为清远市连南县的一个县级文物保护单位，类型为近现代重要史迹及代表性建筑，公布时间为1986年5月。
寨岗区革命烈士纪念碑的历史年代为当代。